# Cusco (region)
Cusco er en region i det sydøstlige Peru og grænser til Ucayali mod nord, Madre de Dios og Puno mod øst, Arequipa mod syd og Ayacucho og Junín mod vest. Hovedbyen hedder også Cusco, Inkarigets hovedstad.
13°16′S 72°07′V / 13.26°S 72.11°V